# Jaciment arqueològic del Torrent de Can Domènec
El jaciment arqueològic del Torrent de Can Domènec és un jaciment situat al terme municipal de Cerdanyola del Vallès, (Vallès Occidental), inclòs a l'Inventari del Patrimoni Arqueològic i Paleontològic de Catalunya.
Es tracta d'un jaciment propi del Paleolític Superior. Es troba dins el Campus de la Universitat Autònoma de Barcelona, prop d'un torrent que divideix el campus universitari en dos. Es troba a 80 metres per sobre del nivell del mar. No s'han realitzat excavacions en aquest jaciment.

## Troballes
S'han trobat un conjunt de 7 peces lítiques pròpies d'una cultura aurinyaciana: un chopper, un bec trièdric, una osca transversal esquerra, una fulla a dors i peduncle, una fulla truncada a dors, una rascadora lateral dreta i un bec a osca lateral esquerra.